# (596) Scheila
(596) Scheila est astéroïde de la ceinture principale mais également une comète de la ceinture principale.
Il a été ainsi baptisé en hommage à une étudiante anglaise amie du découvreur de l'astéroïde, August Kopff (1882-1960), astronome allemand.
Une observation, réalisée en décembre 2010 par Steve Larson du Catalina Sky Survey, fait douter quant à ses caractéristiques : il semble présenter l'aspect d'une comète avec une queue.
Ainsi, si Scheila reste probablement le résultat d'un impact d'astéroïde, tel P/2010 A2, un dégazage cométaire n'est pas exclu[réf. souhaitée]. Une étude spectroscopique peut être en mesure de déterminer si le gaz volatil est présent dans le coma ou si elle ne contient que de la poussière et du gravier.
En octobre 2011 lors de la conférence EPSC-DPS (en), une équipe de l'institut d'astrophysique d'Andalousie expose les résultats de son étude sur Scheila. D'après cette étude, le comportement cométaire observé est bien dû à l'impact d'un autre objet dont la taille est estimée entre 80 et 160 m, qui serait survenu le 27 novembre 2010 (avec trois jours de marge d'erreur). Les données sont conformes aux observations effectuées par les observatoires du Teide et de Calar Alto.